# シリニャーノ
シリニャーノ（伊: Sirignano）は、イタリア共和国カンパニア州アヴェッリーノ県にある、人口約2,900人の基礎自治体（コムーネ）。

## 地理

### 位置・広がり

#### 隣接コムーネ
隣接するコムーネは以下の通り。
- アヴェッラ
- バイアーノ
- ムニャーノ・デル・カルディナーレ
- クアドレッレ
- スペローネ
- スンモンテ